# Le Mesnil-Saint-Jean
Le Mesnil-Saint-Jean ist eine französische Gemeinde mit 166 Einwohnern (Stand: 1. Januar 2022) im Département Eure in der Region Normandie. Sie gehört zum Arrondissement Bernay und zum Kanton Beuzeville.
Le Mesnil-Saint-Jean entstand mit Wirkung vom 1. Januar 2019 als Commune nouvelle durch die Zusammenlegung der bis dahin selbstständigen Gemeinden Saint-Georges-du-Mesnil und Saint-Jean-de-la-Léqueraye, die in der neuen Gemeinde jeweils den Status einer Commune déléguée besitzen. Der Verwaltungssitz befindet sich im Ort Saint-Georges-du-Mesnil.

## Gliederung
| Ortsteil                                  | ehemaliger INSEE-Code | Fläche (km²) | Einwohnerzahl zum 1. Januar 2019 |
| ----------------------------------------- | --------------------- | ------------ | -------------------------------- |
| Saint-Georges-du-Mesnil (Verwaltungssitz) | 27541                 | 3,18         | 152                              |
| Saint-Jean-de-la-Léqueraye                | 27551                 | 4,67         | 068                              |

## Geographie
Le Mesnil-Saint-Jean liegt rund 55 Kilometer südwestlich des Stadtzentrums von Rouen in der Landschaft Lieuvin. Hier entspringt das Flüsschen Croix Blanche, das zur Risle entwässert. Nachbargemeinden sind Saint-Georges-du-Vièvre im Norden und Nordosten, Saint-Victor-d’Épine im Osten und Südosten, Giverville im Süden, Épreville-en-Lieuvin im Westen und Südwesten sowie Lieurey im Westen und Nordwesten.

## Sehenswürdigkeiten

### Saint-Georges-du-Mesnil
- Kirche Saint-Georges aus dem 16. Jahrhundert
- Schloss La Léqueraye aus dem 19. Jahrhundert
- Herrenhaus aus dem 17. Jahrhundert

### Saint-Jean-de-la-Léqueraye
- Taubenturm

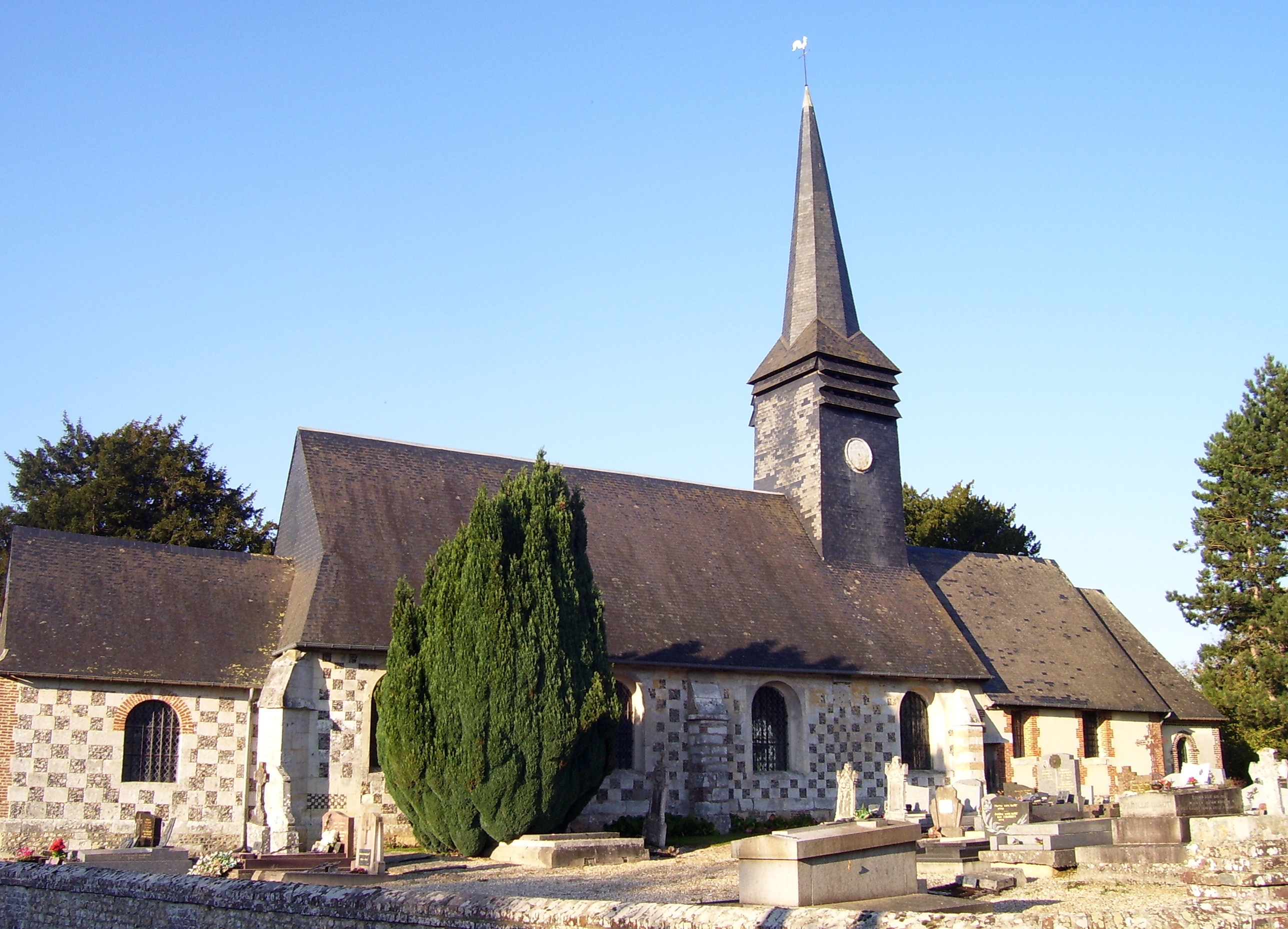
Kirche Saint-Georges
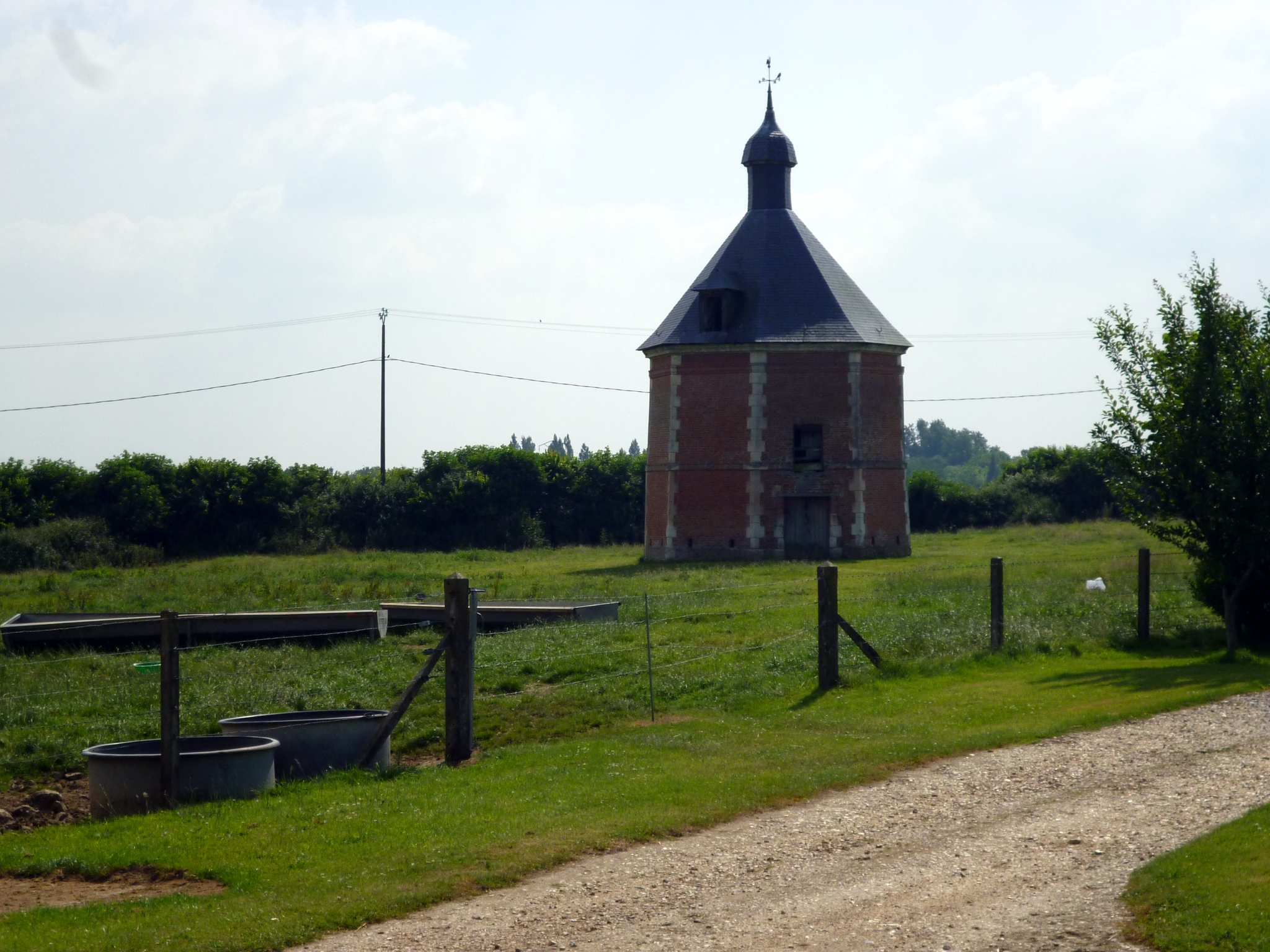
Taubenturm